# Urna de Santo Domingo

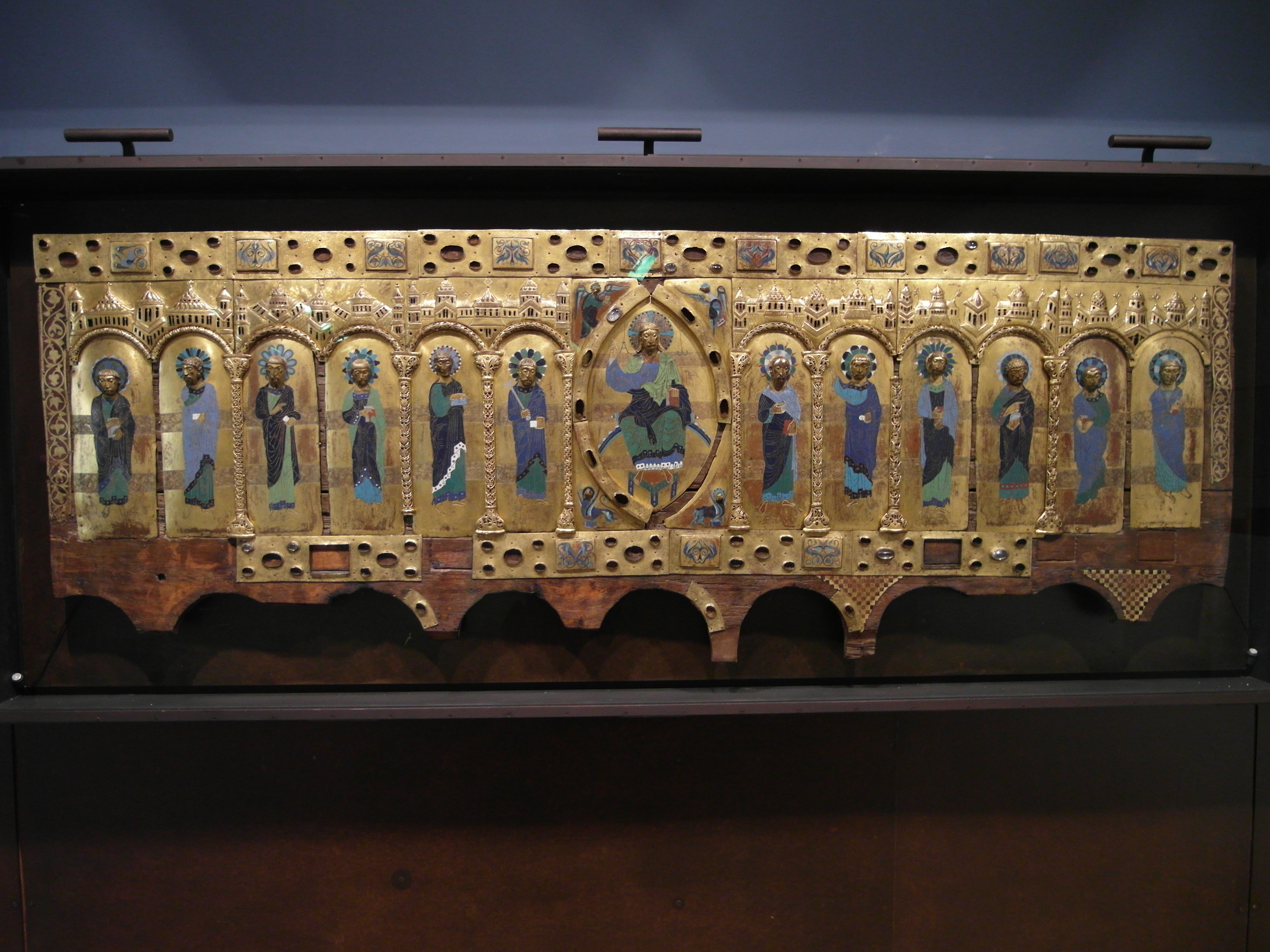
Urna de Santo Domingo

La Urna de Santo Domingo también conocida como "Frontal con esmaltes de Santo Domingo" es la obra maestra que se conserva del taller de esmaltes que hubo en el monasterio de Santo Domingo de Silos (Burgos, España) durante el siglo XII. Fue realizada entre 1165 y 1170 para cubrir con más lujo el modesto sepulcro del santo hecho en piedra. Consta de dos piezas, una frontal y otra inclinada. Se guarda en el Museo de Burgos.

## Historia
El abad del monasterio, Domingo, murió en el año 1073. Su discípulo el monje Grimaldo se ocupó años después de escribir su biografía, según la cual, Domingo fue enterrado en una modesta sepultura abierta en la panda norte del claustro, delante de una puerta que daba a la iglesia.
Allí permaneció tres años, al cabo de los cuales y debido a la fama de santidad que se extendió por gran parte de la cristiandad y a las grandes peregrinaciones que se hacían para rezarle, el sepulcro fue trasladado a la iglesia, junto al altar mayor. En el siglo XII en el propio taller de esmaltes del monasterio fabricaron la llamada urna de Santo Domingo para recubrir el humilde sepulcro de piedra.
En el siglo XVIII la iglesia románica se encontraba en estado ruinoso y se levantó otra con los planos de Ventura Rodríguez. También se hizo (en 1733) una urna especial y muy lujosa, revestida de plata, para guardar los restos mortales de Santo Domingo. Es la que se contempla en la actualidad. Fue entonces cuando la placa esmaltada que recubría la parte baja del arca de enterramiento se utilizó como frontal de altar. Este altar se deshizo en 1835, momento de la Desamortización y el frontal fue adquirido por el Ayuntamiento de Burgos que lo expuso en el museo como pieza de frontal de altar. Finalmente un estudio exhaustivo de la obra de arte y de la historia del monasterio vino a demostrar que era el revestimiento que en su día se hizo para el sepulcro del santo.

## Descripción
Consta de dos piezas que cubrían el sarcófago, una a modo de frontal y otra inclinada, como un tejado. La más importante es la frontal, que se guarda en el Museo de Burgos. La otra lámina está en el museo del monasterio junto con una copia que se hizo de la parte frontal, con el fin de dar la idea exacta de la obra a los visitantes que quieren contemplarla.

### Parte frontal
La parte frontal es un rectángulo con las medidas del arca de enterramiento. La base son tres tablas de roble sobre las que se extiende el revestimiento de cobre dorado y con figuras esmaltadas, trabajadas con la técnica del tabicado y excavado. El cobre está ornamentado con el dibujo vermiculado y con temas de arquitectura (edificios, arcos y columnas). El rectángulo está limitado por una cenefa labrada; los laterales de la cenefa son dibujos florales mientras que los otros dos bordes presentan una decoración de cabujones dispuestos de cinco en cinco y placas esmaltadas, unas con temas vegetales y otras con temas de aves de cuello muy largo.

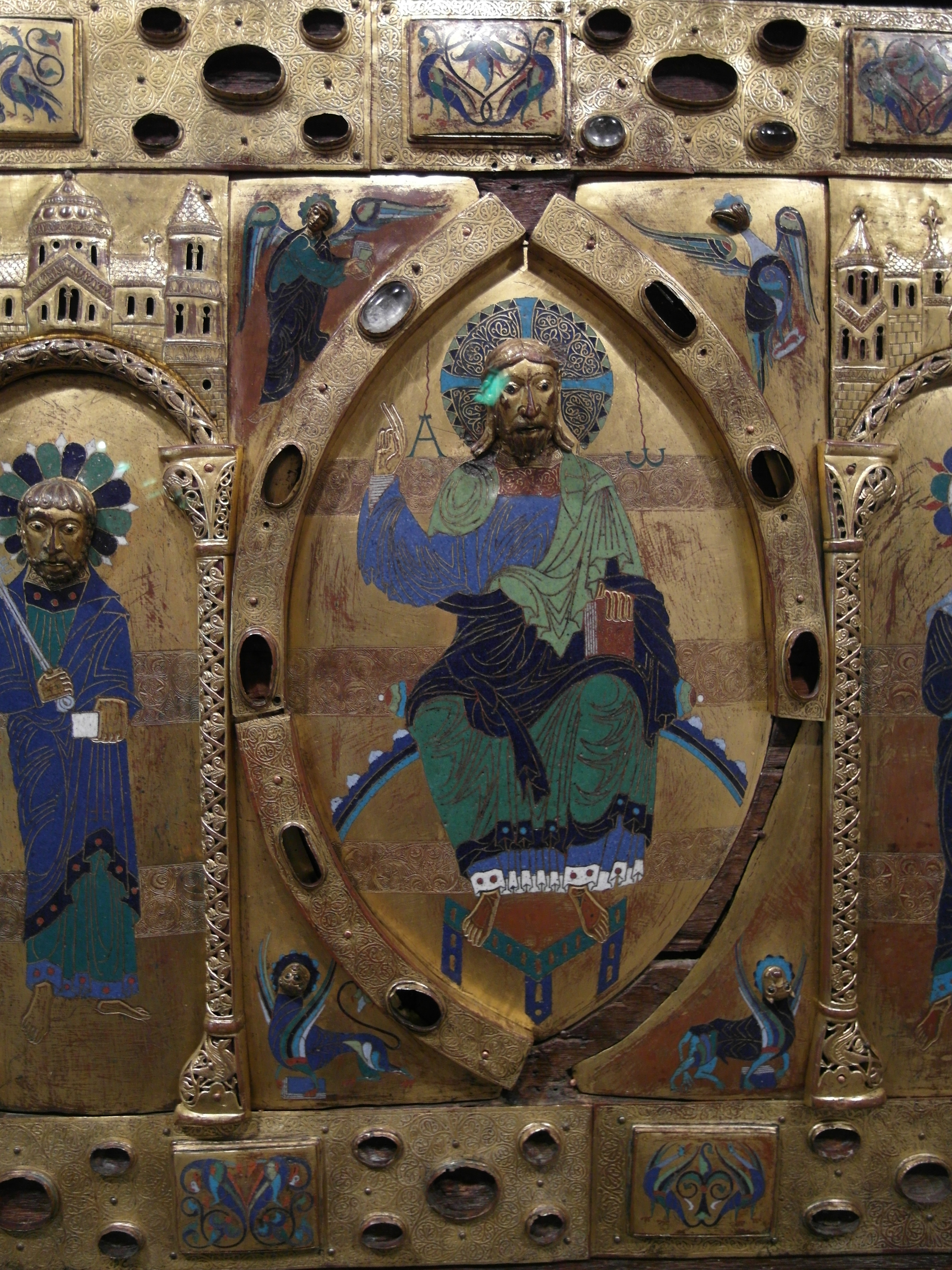
Maiestas Domini

En el grueso del rectángulo se encuentra el motivo principal con la figura del Maiestas Domini dentro de la mandorla (en este caso en relieve), sentado sobre un arco iris, con los pies apoyados en una peana y rodeado del Tetramorfos. Con la mano derecha bendice y con la izquierda sujeta un libro. Su cabeza está rodeada de un nimbo crucífero con los símbolos del Alfa y Omega a ambos lados. Es el tradicional tema del románico empleado en frontales de altar, sepulcros, esculturas y pintura mural de ábsides.
A derecha e izquierda de la figura del Señor están representadas las figuras de los Apóstoles en una arquería de arcos de medio punto rebajados que descansan sobre columnas muy decoradas con motivos vegetales y de animales fantásticos, lo mismo que los capiteles y basas. Sobre los arcos se ve la decoración arquitectónica de torrecillas, edificios, cúpulas y arquerías. Las figuras de los Apóstoles presentan actitudes variadas lo que da al conjunto un movimiento especial de que carecen otras obras parecidas.
Las cabezas de los Apóstoles están exquisitamente trabajadas en relieve, con nimbos de esmalte y con rasgos físicos individualizados. Ni las barbas ni la cabellera se repite en ninguno de ellos. El autor se valió de la postura de los pies para demostrar que estaban parados o en movimiento. Las vestiduras están hechas con gran detalle, adornadas con orlas y con una policromía rica en brillantez y combinación de colores.
Todas las cabezas (fundidas a la cera perdida) están labradas con gran maestría en un trabajo artesanal que difiere mucho de los moldes en serie realizados por otros talleres de esmalte. Los modelos escultóricos se pueden hallar en los capiteles del propio monasterio.
A partir de la cenefa de la parte inferior se puede ver otra arquería bastante deteriorada que sin duda descansaría en columnas hoy desaparecidas. A través de los huecos de los arcos se vislumbraba el sarcófago del santo. Esta parte del frontal muestra síntomas de haber soportado un fuego, tal vez ocasionado por las velas que se acostumbraba a poner muy arrimadas.

### Parte superior
La parte superior es de cobre dorado, decorado con la técnica de vernis brun y con cabujones. La figura principal es el Agnus Dei nimbado, en cuyas patas se ve el libro sagrado. Es la única figura en relieve. A cada lado hay seis figuras que pueden ser Ancianos de la Apocalipsis, repetición de Apóstoles o tal vez profetas. Son bastante esbeltas y van ricamente ataviadas. La escena está enmarcada por una doble orla. La interior está ornamentada con dibujos vermiculados y cabujones (la mayor parte perdidos). La orla exterior está trabajada con la técnica del vernis-brun y con una leyenda en escritura cúfica donde se repite la palabra alyemen, que significa felicidad.